# Luigi Natali
Luigi Natali (Rotella, 2 giugno 1915 – Ascoli Piceno, 25 febbraio 2013) è stato un politico e avvocato italiano.

## Biografia
Nel 1935 si arruolò volontario nella guerra d'Etiopia.
Nel 1945 fu nominato, dal Comitato di Liberazione Nazionale, commissario del suo paese, Rotella.
Dal dopoguerra è stato più volte consigliere comunale e provinciale di Ascoli per il Movimento Sociale Italiano.
Per due mandati è stato consigliere regionale delle Marche, sempre per il MSI, dal 1970 al 1975 e dal 1980 al 1985. In quest'ultima consiliatura fu capogruppo del MSI-DN.
Nel marzo 1994 fu eletto al Senato con  Alleanza Nazionale e fece parte della commissione Agricoltura, fino alla fine della legislatura nel 1996.
È morto nel 2013 a quasi 98 anni.